# هارولد إتش غريني
هارولد إتش غريني (بالإنجليزية: Harold H. Greene)‏ هو قاضي ومحامي أمريكي، ولد في 6 فبراير 1923 في فرانكفورت في ألمانيا، وتوفي في 2000 في واشنطن العاصمة في الولايات المتحدة.